# 大学天文研究协会
大学天文研究协会（Association of Universities for Research in Astronomy，缩写为）是由數所大学的天文研究机构组成的非营利组织，在美国国家科学基金会的资助下于1957年3月29日成立，目的是将分散在各大学的人力和经费进行整合，使其得到高效率的利用，避免重复建设。最初有美国的22所大学参加，经过数十年的发展，其成员已经有30多个，并且也已经不再局限于美国。
大学天文研究协会管理的机构有：
- 美国国家光学天文台，包括位于美国亚利桑那州的基特峰国家天文台、新墨西哥州的美国国家太阳天文台、智利托洛洛山美洲际天文台。
- 雙子星天文台，由多个国家参与的国际合作项目，有两台望远镜，分别位于北半球夏威夷的莫纳克亚山和南半球智利的帕穹山。
- 空间望远镜研究所，主要任务是管理和运行哈勃空间望远镜。

大学天文研究协会的成员有：
- 美国大学：

| - - 波士顿大学 - 加州理工学院 - 卡内基科学研究所 - 喬治亞州立大學 - 哈佛大学 - 印第安纳大学 - 依阿华州立大学 - 约翰霍普金斯大学 | - - 麻省理工学院 - 密歇根州立大学 - 蒙大拿州立大學 - 新墨西哥州立大学 - 俄亥俄州立大学 - 宾夕法尼亚州立大学 - 普林斯顿大学 - 罗格斯大学 | - - 纽约州立大学 - 德州大学奥斯汀分校 - 亚利桑那大学 - 柏克萊加州大學 - 聖塔克魯茲加利福尼亞大學 - 芝加哥大学 - 科罗拉多大学 - 佛罗里达大学 | - - 夏威夷大学 - 伊利诺伊大学香槟分校 - 马里兰大学 - 密歇根大学 - 明尼苏达大学 - 北卡罗莱纳大学教堂山分校 - 弗吉尼亚大学 - 华盛顿大学 | - - 威斯康星大学麦迪逊分校 - 耶鲁大学 |

- 其它国家的大学有：
  - 澳大利亚澳洲國立大學
  - 澳大利亚旋濱科技大學
  - 荷兰的莱顿大学
  - 智利大学
  - 智利天主教大学
  - 墨西哥国立自治大学